# Заречный (Нагайбакский район)
Заре́чный — посёлок в Нагайбакском районе Челябинской области России. Входит в состав Балканского сельского поселения.

## История
Населённый пункт образован в 1963 году как посёлок отделения Балканского откормочного совхоза.

## Население
| 2002 | 2010 |
| ---- | ---- |
| 216  | ↘145 |

## Улицы
- ул. Комсомольская,
- ул. Набережная,
- ул. Октябрьская.